# Calendario buddista
Il calendario buddista è il calendario lunisolare utilizzato per le festività nelle comunità buddiste e particolarmente diffuso nei paesi del Buddhismo Theravada: Thailandia, Birmania, Sri Lanka, Cambogia e Laos.
Il calendario buddhista trae origine dal calendario del terzo secolo descritto nel trattato indiano Surya Siddhanta I mesi sono alternativamente di 30 e 29 giorni, con un mese intercalare (adhikamasa) aggiunto ogni 19 anni e 11 giorni intercalari (adhikavara) aggiunti nell'arco di 57 anni.
L'anno mediamente risulta così essere di 365.25875 giorni, leggermente più lungo dell'anno siderale e notevolmente più lungo dell'anno tropico.

## I mesi
I mesi in sanscrito sono:
- Caitra
- Vaisakha
- Jyestha
- Ashadha
- Sravan
- Bhadrapada
- Asvina
- Karttika
- Margasirsha
- Pausha
- Magha
- Phalguna

In singalese: 
- Bak
- Vesak
- Poson
- Æsala
- Nikini
- Binara
- Wap
- Il
- Undhuvap
- Dhuruthu
- Navam
- Mædhin

In birmano:
- Tagu
- Kason
- Nayon
- Waso
- Wagaung
- Tawthalin
- Thadingyut
- Tarzaungmon
- Natdaw
- Pyatho
- Tabodwe
- Tabaung

## Gli anni
Il computo degli anni prende origine dal momento del parinirvāṇa del Buddha storico avvenuto a Kushinagar da cui si origina l'era attuale, la Buddhasakarat. Attualmente tale data è fissata nei paesi theravada al 543 a.C. pertanto, mancando l'anno zero al calendario gregoriano deve sommare 544 al numero dell'anno giuliano per ottenere l'anno buddhista corrispondente. In Thailandia e in Cina va invece sommato 543.